# Smother (album)
Smother è il terzo album in studio del gruppo musicale britannico Wild Beasts, pubblicato nel 2011.

## Tracce
1. Lion's Share – 4:14
2. Bed of Nails – 4:18
3. Deeper – 3:01
4. Loop the Loop – 4:06
5. Plaything – 4:21
6. Invisible – 2:58
7. Albatross – 3:12
8. Reach a Bit Further – 3:36
9. Burning – 4:44
10. End Come Too Soon – 7:32

## Formazione
- Hayden Thorpe – voce, cori, chitarra, basso, tastiere
- Tom Fleming – voce, cori, tastiere, chitarra
- Chris Talbot – batteria
- Ben Little - chitarra, tastiere